# Conioscinella sublineata
Conioscinella sublineata är en tvåvingeart som beskrevs av Oswald Duda 1930. Conioscinella sublineata ingår i släktet Conioscinella och familjen fritflugor. Inga underarter finns listade i Catalogue of Life.